# Winston Wiremu Reid
Winston Wiremu Reid (North Shore City, 3 de juliol del 1988), és un futbolista professional neozelandès d'ascendència danesa que actualment juga de defensa central o lateral dret al Midtjylland de la Superliga de Dinamarca. Reid, també juga per la selecció de Nova Zelanda des del 2010.